# ژان ژاکوس مارسل
ژان ژاکوس مارسل (به فرانسوی: Jean-Jacques Marcel) بازیکن فوتبال و مدافع اهل فرانسه است که از سال ۱۹۵۳ تا ۱۹۶۱ میلادی عضو تیم ملی فوتبال فرانسه بوده‌است. وی در ۴۴ بازی ملی حضور داشته‌است و در بازی‌های ملی‌اش ۳ گل به ثمر رساند.